# Santa Cruz del Sil
Santa Cruz del Sil es un pequeño pueblo de España, parte del municipio de Páramo del Sil, en la comarca de El Bierzo, provincia de León, Comunidad Autónoma de Castilla y León.
Está formado por el barrio de La Vega y el pueblo de Santa Cruz.

## Historia
Pueblo de fundación medieval, con una situación extraordinariamente adaptada al terreno, con las casas hacia el oeste, el núcleo urbano está situado en la ladera de la montaña, aprovechando de esta manera las tierras llanas para la agricultura, situación que aún hoy se mantiene intacta.
Al igual que otros pueblos de la zona, durante el siglo XX experimentó un gran crecimiento de la población debido a la minería del carbón, la población se duplicó y la agricultura y ganadería hasta ese momento base económíca del pueblo pasaron a convertirse en un complemento en la economía de las familias.
Desde finales del siglo XX, la población está sufriendo una gran recesión y envejecimiento debido al cierre de explotaciones mineras y la pérdida de puestos de trabajo, obligando a la población más joven a emigrar. Actualmente la mina de Santa Cruz está cerrada definitivamente.

## Demografía
Evolución de la población
| Gráfica de evolución demográfica de Santa Cruz del Sil entre 1882 y 2014 |
| |
| Población de derecho (1842-1897) según los censos de población del siglo XIX. Población de derecho (1900-1991) según los censos de población del INE. Población residente (2001-2011) según los censos de población del INE. Población según el padrón municipal de 2014 del INE. |

## Carrera Alto Sil
Desde el año 2009 se realiza en Santa Cruz del Sil la carrera de montaña Alto Sil con un recorrido de aproximadamente 30 km, atravesando varios pueblos del municipio de Páramo del Sil, carrera que ha gozado desde sus inicios de una gran aceptación a nivel internacional, participando en ella desde corredores aficionados hasta profesionales de diferentes países. Cabe destacar la total entrega de los lugareños, en especial los habitantes de Santa Cruz del Sil, ayudando en las diferentes tareas requeridas en la organización del evento. Debido al éxito de la carrera, se han celebrado 11 ediciones (a fecha de 2019), cada una de ellas con mayor número de participantes que la anterior.
El recorrido es el siguiente (con leves variaciones de un año a otro en función del criterio de la organización):
- Salida: Santa Cruz del Sil (kilómetro 0)
- Cabaña de Usiles (kilómetro 5)
- Páramo del Sil (kilómetro 9)
- Puerto de Primout (kilómetro 15)
- Primout (kilómetro 19)
- Braña de Santa Cruz (kilómetro 22)
- La Collada (kilómetro 25)
- Meta: Santa Cruz del Sil (km 30)